# Ulsan
Ulsan (koreansk: 울산) er en af Sydkoreas vigtigste havnebyer og ligger 70 km nordøst for Busan og har ca 1,1 millioner indbyggere. Byen ligger på Koreas østkyst ved det Japanske Hav (eller Østersøen på koreansk). Ulsan har været en by med storindustri siden Sydkoreas første femårsplan i 1962. Før den tid var det en fisker- og havneby. Nu findes skibsbygning, bilfabrikker, olieraffinaderier, og anden storindustri, hvilket har bidraget til at byen har store problemer med miljøforurening. 

Hyundais vigtigste fabrik ligger i Ulsan.

## Venskabsbyer
- Hagi, Yamaguchi, Japan (1968)
- Hualien, Republikken Kina (1981)
- Portland, USA (1987)
- Changchun, Kina (1994)
- Izmir, Tyrkiet (2002)
- Santos, Brasilien (2002)
- Khánh Hòa, Vietnam (2002)
- Tomsk, Rusland (2003)
- Kumamoto, Japan (2010)

35°33′00″N 129°19′00″Ø / 35.55°N 129.31666666667°Ø